# Felosa-sombria
A felosa-sombria (Phylloscopus fuscatus) é uma ave da família Phylloscopidae. Identifica-se pela plumagem acastanhada, pela lista supraciliar branca e pelo bico fino.
Esta felosa nidifica na Sibéria e na Mongólia e inverna no Nepal, na Índia, na China e na Indochina.